# Wolfgang Stannek
Wolfgang Stannek (* 1941) ist ein deutscher Maschinenbauingenieur und Unternehmer.

## Leben
Stannek studierte Maschinenbau an der Staatlichen Ingenieurschule in Essen, bevor er ab 1969 für die United States Atomic Energy Commission arbeitete und an der California State University einen Master of Science in Engineering machte. Danach studierte er Werkstoffwissenschaften an der Technischen Universität Berlin, wo er 1973 auch promovierte.
In den 1970ern arbeitete Stannek für den Flick-Konzern. 1979 wurde er von der Hochschule Hannover (damals Fachhochschule Hannover) zum Professor für Maschinenbau berufen, wo er auch nach seiner Emeritierung im Jahre 2006 noch in der Lehre tätig ist.
Stannek engagierte sich ab 1979 für den Aufbau von Hochschulen in der Volksrepublik China und wurde 2000 zum Honorarprofessor der Hochschule Hefei ernannt.
1996 gründete er eine Unternehmensberatung Ingenieurgesellschaft Prof. Stannek (IGS).

## Schriften (Auswahl)
- Wolfgang Stannek: Beitrag zur Thermodynamik und Fehlstellenstruktur des Wüstits. Diss. Berlin 1973, S. 102.
- K. Loehberg, Wolfgang Stannek: Thermodynamische Beschreibung der Wuestitphase innerhalb ihres Existenzgebietes. In: Berichte der Bunsengesellschaft für Physikalische Chemie. Band 79, Nr. 3, 1975, S. 244–255.
- Wolfgang Stannek: REPAM: Synonym für anwendungsorientierte Forschung an der FHH. In: spectrum. Nr. 2, 1998, S. 26–27.